# Лијана Свит
Лијана Свит (енгл. Leanna Sweet), рођена као Ана Биро (мађ. Anna Biro; 18. јул 1987) мађарска је порнографска глумица.

## Каријера
Први порно-филм је снимила 2005. године са 18 година.

## Филмографија
| - 2005 - Lesglam Three - 2006 - Tempter 3 - 2006 - Teenage Jizz Junkies 3 - 2006 - Cumstains 9 - 2006 - Private Gold 78: Sex City 1 - 2006 - Private Gold 80: Sex City 2 - 2006 - Angel Perverse 3 - 2006 - Sesso & soldi - 2007 - Private Movies 31: Discovering Priva - 2007 - Private Black Label 56: I Love Silvia Saint - 2007 - Moralita' corrotta | - 2007 - Analizator 2 - 2008 - Tamed Teens 5 - 2008 - Tamed Teens 4 - 2008 - Private Blockbusters 2: DownWard Spiral - 2008 - Mad Sex Party: The V.I.P. Room/Tasty Cakes - 2008 - Kinky Grandpas 2 - 2008 - Full House - 2008 - Deepest Love - 2008 - Touch Me 2 - 2008 - Magic Graffiti - 2009 - Top Model - 2009 - Règlements de comptes |